# زكام
الزُّكام أو الرَّشح أو نَزْلَة البَرد أو الضُّنَاك أو الضُّؤْد ويُسمى اختصاراً البَرد هوَ مَرض فيروسي مُعدٍ يُصيب السبيل التنفسي العُلوي، ويؤثر على الأنف خصوصًا، كما يؤثر على الحلق وَالحُنجرة وَالجيوب المجاوِرة للأنف. تبدأ علامات وأعراض المرض بالظُّهور بعدَ أقل من يومين من التَّعرُّض للفيروس، وتشمل هذه الأعراض السعال والتهاب الحلق وسيلان الأنف والعطاس والصّداع والحمّى. عادةً ما يتعافى المُصابون من المَرض في خلال سبعة إلى عشرة أيام من بدايته، ولكن بَعض الأعراض قد تستمر حتى ثلاثة أسابيع، وفي الحالات التي يُعاني أصحابُها من مشاكل صحية أُخرى، قد يتطور المَرض إلى التهاب رئوي.
يوجد أكثر من 200 سلالة من الفيروسات تؤدي إلى حدوث نزلات البرد، ويُعتبر الفيروس الأنفي أكثرها شيوعًا. تنتشر هذه الفيروسات من خلال الهواء أثناء الاتصال المُباشر مع الأشخاص المُصابين بالمرض، كما أنها تنتقل بشكلٍ غير مباشر من خلال الاتصال مع الأجسام في البيئة نتيجةً لانتقال الفيروس لها من الفم أو الأنف. تتضمن عوامل احتمال التعرض للمرض عدة أُمور مِثل الذهاب إلى مراكز الرعاية النهارية وعدم النوم بشكلٍ جيد والإجهاد النفسي. عادةً ما تكون الأعراض ناجمة عن الاستجابة المناعية للجسم ضد العدوى ثُم قد تحدث الأعراض نتيجةَ تضَرُّرٍ في الأنسجة من قبل الفيروسات. غالبًا ما تظهر على الأشخاص المصابين بالإنفلونزا أعراض مماثلة للأعراض الظاهِرة لدى المُصابين بالزُّكام، ولكنها قد تكون أكثر حدة في الإنفلونزا، كما أنَّ الإنفلونزا تسبب سيلاناً في الأنف.
لا يُوجد لُقاح للزُّكام، ولكن يُعتبر غسل اليدين وعدم لمس العينين أو الأنف أو الفم بالأيدي غير المغسولة من طرق الوقاية الأساسية، كما يجب البقاء بعيداً عن المرضى الآخرين؛ أظهرت بعض الأدلة أنَّ استخدام أقنعة الوجه مُفيد في مثل هذه الحالات. لا يُوجد علاج حالي للزكام، ولكن يتم علاج أعراض المرض. تُساعد مضادات الالتهاب اللاستيرويدية مِثل الإيبوبروفين على تخفيف الألم، كما أنه يجب عدم استخدام المضادات الحيوية، وأظهرت الأدلة أنَّ أدوية السعال ليس لها أي فائدة في علاج الزُّكام.
يُعتبر الزُّكام أكثر الأمراض المُعدية شيوعًا بين البَشر، حيثُ يُصاب البالغ بالزُّكام بمعدل مرتين إلى أربعة في السنة، أما الطفل فيُصاب بمعدل ست إلى سبع مرات في السنة. ينتشر الزُّكام بشكل أكبر في فصل الشتاء، ويُعتبر الزُّكام من الأمراض التي أصابت وما زالت تُصيب البَشر على مرّ التاريخ.

## العلامات والأعراض
| الأعراض      | %  |  | الأعراض                        | %  |
| ------------ | -- |  | ------------------------------ | -- |
| احتقان الأنف | 95 |  | ألم في الجيوب المجاورة للأنف   | 21 |
| انسداد الأنف | 91 |  | نفضان                          | 18 |
| التهاب الحلق | 80 |  | ألم عضلي                       | 14 |
| عُطاس         | 72 |  | ثر أنفي                        | 12 |
| صداع         | 40 |  | حُمى                            | 7  |
| توعك         | 39 |  | حمى                            | 6  |
| دموع         | 30 |  | التهاب العقد اللمفاوية العنقية | 3  |
| سعال         | 25 |  | قشع                            | 3  |

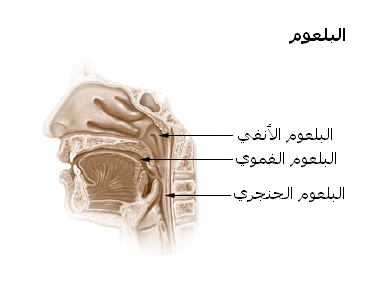
عادةً ما يكون جوف الأنف هو مَكان العدوى

تتضمن أعراض الزُّكام حُدوث سعال وَثر أنفي وَاحتقان الأنف وَالتهاب الحلق، وفي بعض الأحيان يكون مصحوباً بألم عضلي وَإعياء وَصداع بالإضافة إلى فقدان الشهية. يَحدث التهاب الحَلق في 40% من الحالات، والسُّعال في 50% منها، أما الألم العضلي فيحدث تقريباً في نصف الحالات. تحدث الحمّى عادةً لدى الرضع والأطفال الصغار وعادةً لا تكون موجودة لدى البالغين. يكون السُّعال المُصاحب للزُّكام خفيفاً مقارنةً بالسُّعال المُصاحب للإنفلونزا، وفي حال وجود الحُمى والسُّعال في نفس الوقت لدى البالغين فهذا يُشير إلى احتمال وجود إنفلونزا لديهم، لذلك يُوجد تشابه كَبير بين حالات الزُّكام والإنفلونزا. عدد كبير من الفيروسات التي تُسبب الزُّكام قد تؤدّي إلى حُدوث عدوى عديمة الأعراض.
قد يَختلف لون القَشَع أو إفرازات الأنف بشكل واضح بينَ صافٍ إلى الأصفر إلى الأخضر، وهذا لا يُشير إلى العامل المُسبب للعدوى.

### التَّطوُّر
يبدأ الزُّكام عادةً بالشُّعور بالبرد وحدوث تَعب وعطاس وصُداع، ثُم يتبعه في غضون بضعة أيام سَيلان في الأنف وسُعال. قد تبدأ الأعراض بالظهور في غضون ستة عشر ساعة من التَعرض لِمسبب المَرض، وتحدث ذُروة المرض خلال يومين إلى أربعة أيام منذُ بداية المَرض. في الحالات العادية ينتهي المَرض خلال سبعة إلى عشرة أيام، وفي بعض الحالات قد يستمر لمدة أطول تصل إلى ثلاثة أسابيع. مُتوسط مدة السُّعال هيَ ثمانيةَ عشرَ يومًا، وفي بعض الحالات قد يتطور الأمر إلى حدوث سعال بعد الفيروس والذي قد يستمر بعد انتهاء العدوى. عند الأطفال، يستمر السُّعال أكثر من 10 أيام في 35%-40% من الحالات، وقد يستمر أكثر من 25 يوماً في 10% من الحالات.

## الأسباب

### الفيروسات

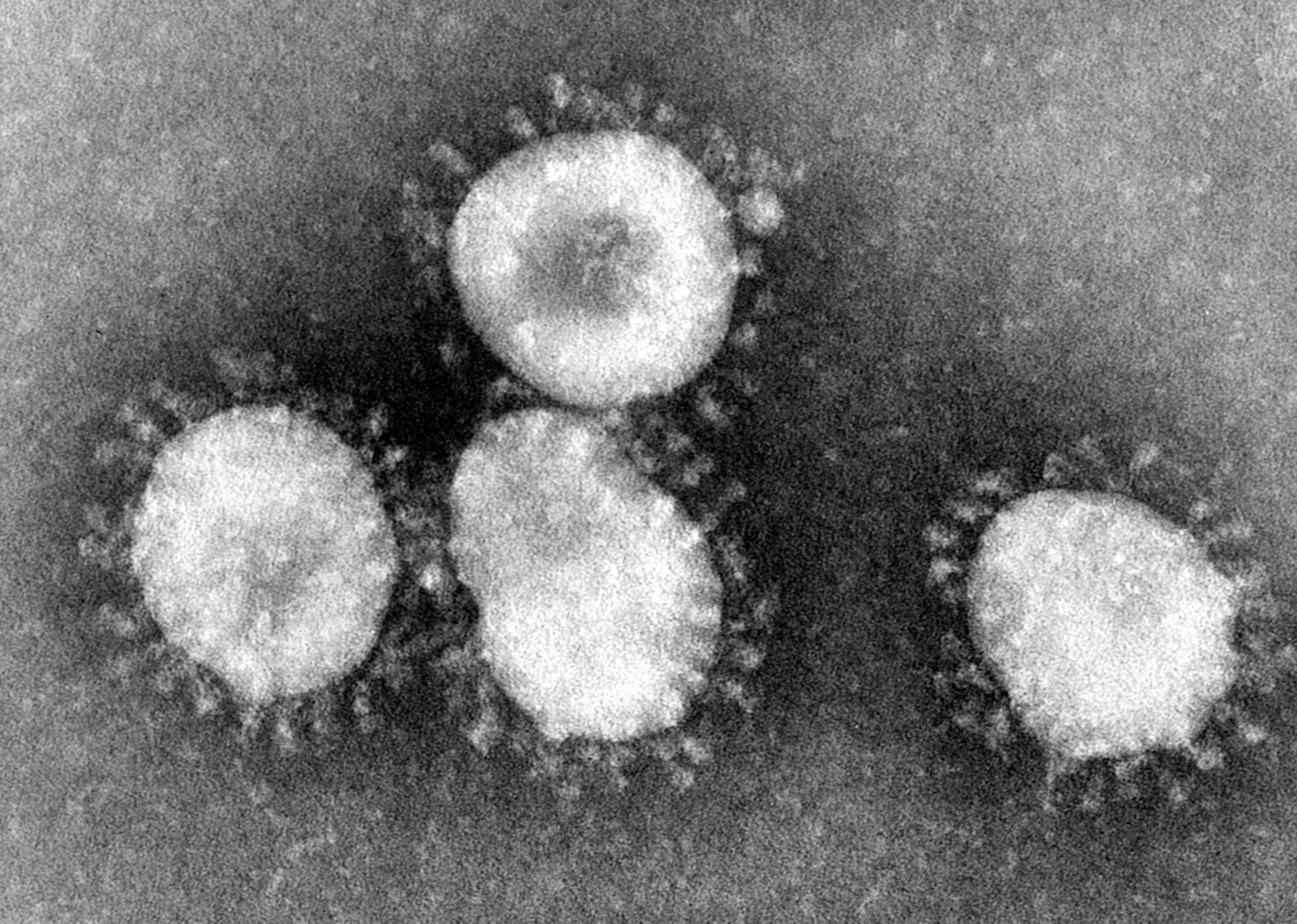
فيروسات كورونا هي عبارة عن مجموعة من الفيروسات الشائعة كفيروس مسبب للزكام. تمتلك هذه الفيروسات مظهر الهالة أو ما يُشبه التاج تحت المجهر الإلكتروني.

الزُّكام هوَ مَرض فيروسي مُعدٍ يُصيب السبيل التنفسي العُلوي. يُعتبر الفيروس الأنفي الفيروس الأكثر شيوعًا لحدوث الزُّكام (30%-80%)، وهو أحد أنواع الفيروسات البيكورناوية وله 99 نمطًا مَصليًّا معروفًا. هُناك عدد من الفيروسات الأخرى الشائعة والمُسببة للزكام ومِنها فيروس كورونا (≈15%) وَفيروسات الإنفلونزا (10%-15%) وَالفيروسات الغدانية (5%)، بالإضافة إلى الفيروس التنفسي المخلوي البشري وَالفيروس المعوي وَالفيروس نظير الإنفلونزا وَالفيروس التالي لالتهاب الرئة البشرية. في كثيرٍ من الأحيان يتواجد أكثر من فيروس في نفس الوَقت، وفي المجموع يُوجد أكثر من 200 نوع مُختلف من الفيروسات المُرتبطة بالزُّكام.

### الانتقال

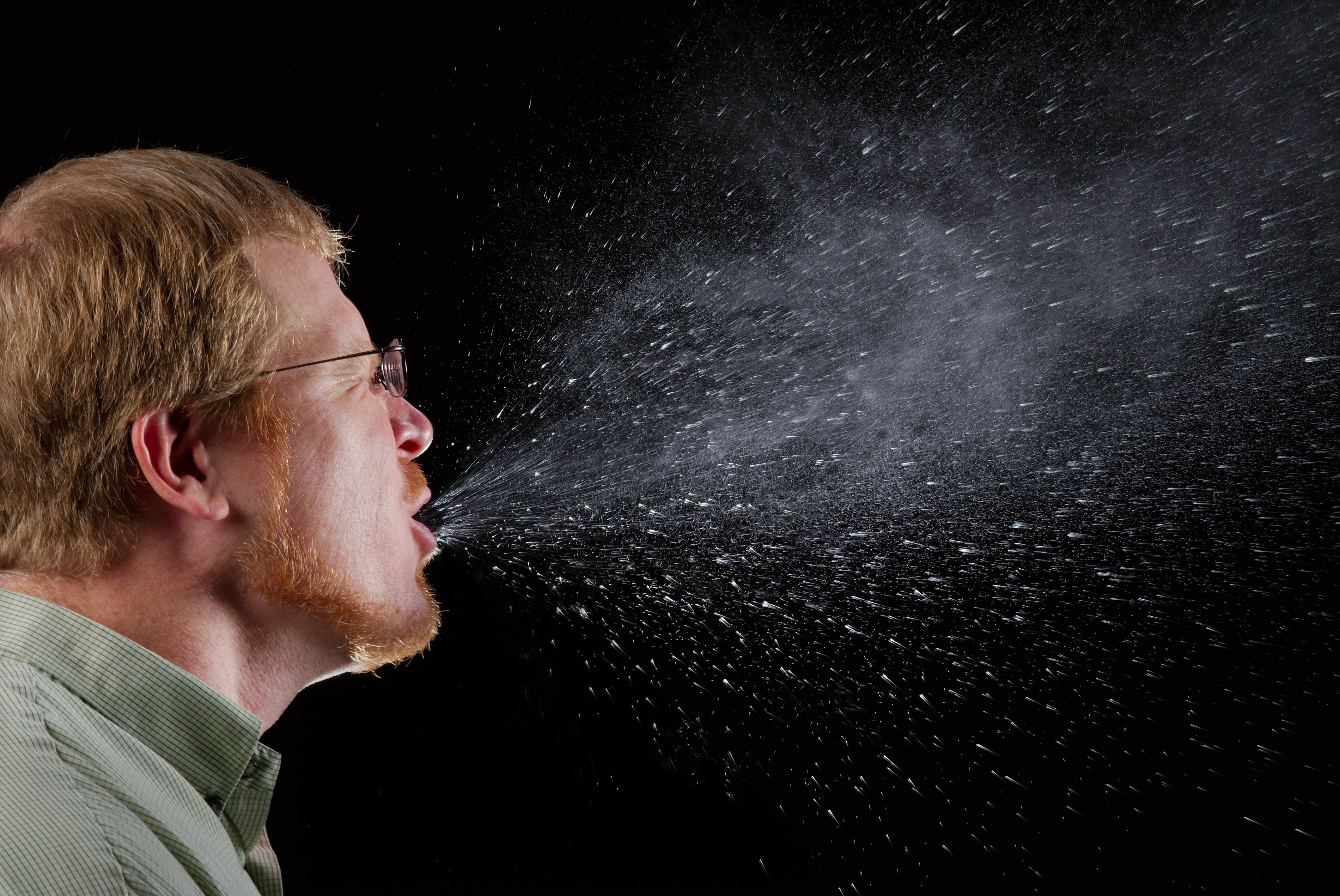
عندما يَعطس الشَخص المُصاب بالزكام، فإنَّ الفيروسات سوف تنتشر عبر الهباء الجوي مما يؤدي إلى انتقال الفيروسات وإصابة أشخاص آخرين.

تَتنقل فيروسات الزُّكام عادةً عبرَ الأدوات المُعدية أو الهباء الجوي أو الاتصال المُباشر مع الإفرازات الأنفية للشّخص المُصاب. طُرق الانتقال هذه كُلها ذات أهمية أساسية، ولكن لم يتم تحديد مدى هذه الأهمية لكلٍ منها، وتُعتبر طريقة الانتقال من خلال الاتصال المُباشر (يد بيد أو يد لسطح ليد) أكثر أهمية من الانتقال عبرَ الهباء الجوي. تستطيع فيروسات الزُّكام البقاء على قيد الحياة لفتراتٍ طويلة في البيئات المُختفلة (فالفيروس الأنفيّ -على سبيل المِثال- يستطيع البقاء أكثر من 18 ساعة)، وبالتالي يُمكن التقاط العدوى عبر اليد ثُم نقلها إلى العين أو الأنف. يَشيع انتقال فيروسات الزُّكام في مراكز الرعاية النهارية وَفي المدارس؛ ويرجع السبب في ذلك إلى اختلاط الأطفال ذوي المناعة القليلة مع نظرائهم المصابين بالزكام إضافةً إلى نقص النظافة في كثيرٍ من الأحيان، وبذلك يُمكن أن تنتقل العدوى بعد ذلك إلى باقي أفراد الأٌسرة، كما تزداد احتمالية انتقال العدوى لدى الأشخاص الذين يُفضلون الجُلوس على مقربة من الآخرين. لا يُوجد حتى الآن دليل قاطع على أنَّ الهواء المُعاد تدويره أثناء الطيران التجاري يُساعد على انتقال العدوى.
يكون الزُّكام الناجم عن الفيروس الأنفيّ مُعديًا في الأيام الثلاثة الأولى من الأعراض، وغالبًا ما يُصبح أقل عدوى بعد ذلك.

### الطقس
حَسب النَظرية التَقليدية فإنَّ الزُّكام يَحدث عن طريق التَعرض لفتراتٍ طويلة للطقس البارد مِثل الظروف الماطِرة والشتوية، ومن هُنا اكتسب الزُّكام تسميته بالبَرد. بَعض الفيروسات التي تُسبِّب الزُّكام ذات انتشار موسِمي، حيثُ تنتشر بشكلٍ أكبر في الطقس البارد أو الرَّطِب، وَلم يُحَدَّد سبب هذا الانتشار الموسمي بدقّة حتى الآن، ومن التَفسيرات الممكنة لَه هوَ حُدوت تغيرات في الجهاز التنفسي نتيجةً لدرجات الحرارة الباردة، أو حُدوث نقص في الاستجابة المناعية، كما أنَّ الرطوبة المنخفضة قد تؤدي إلى زيادة مُعدلات الانتقال الفيروسي نتيجةً لأنَّ الهواء الجاف يسمح بانتشار الرذاذ الفيروسي الصَغير، ويُساعد على بقاءه لفتراتٍ طويلة في الهواء.
قد تَحدث موسمية الانتشار نتيحةً لعوامل اجتماعية مِثل قضاء الأشخاص لفتراتٍ طويلة في الداخل بالقُرب من الأشخاص المُصابين، ويحدث هذا الأمر خاصةً لدى الأطفال في المدارس. هُناك بعض الجَدل حولَ دور انخفاض درجة الحرارة في زيادة احتمال حدوث الزُّكام، ولكن مُعظم البحوث والأدلة تُشير إلى أن انخفاض درجة الحرارة يؤدي إلى زيادة قابلية الإصابة بالمرض. ظهرت دراسات عديدة تؤكد صلة الوصل بين التعرّض للبرودة والإصابة بالزكام، إذ أنه عند تعرّض الجسم للطقس البارد لفترات طويلة يحدث وهْن في الجهاز المناعي للجسم، الأمر الذي يؤدي إلى ارتفاع احتمالية الإصابة بالزكام. كما أن هناك بعض الأبحاث التي تدرس صلة الوصل بين نقص الفيتامين د وضعف مناعة الجسم؛ إذ أن الفيتامين المذكور يصنّع في الجسم عند التعرّض لأشعة الشمس، والتي تحجب غالباً في الشتاء، مما يجعل الإصابة بعوز الفيتامين د أكثر احتمالية، مما يرفع بالتالي احتمالية الارتباط بين الإصابة بالأمراض في الشتاء من بينها الزكام ونقص الفيتامين بسبب عدم التعرّض الكافي لأشعّة الشمس.

### أخرى
تَلعب مناعة الجماعة (القطيع) الناتجة عن تَعرض سابق لفيروسات الزُكام دورًا هامًّا في الحد من انتشار فيروسات الزُّكام، ويظهر هذا الأمر جليًّا لدى الصِغار في المُجتمعات التي تُعاني من مُعدلات عالية من الأمراض التنفُسية المعدية. يُعتبر ضعف الوَظيفة المَناعية عامل خَطر لحدوث المَرض، كما أنَّ اضطراب النوم وسوء التغذية ترتبط ارتباطًا وثيقًا مع تطور العدوى بعد التَعرض للفيروس الأنفي، ويعود السَبب في ذلك إلى تأثير الفيروس على الوظيفة المَناعية. كما وجد أن لصفاء الهواء وعدم تلوثه أثر على رفع المناعة، مما يقلل من الإصابة بالأمراض التنفسية، خاصة عند الأطفال.
تُساعد الرضاعة الطبيعية في تقليل خَطر حُدوث التهاب الأذن الوسطى وَعدوى الجهاز التنفسي السفلي بالإضافة إلى عدد من الأمراض الأخرى، لذلك ينُصح بالاستمرار بالرضاعة الطبيعية عندَ إصابة الرَضيع بالزُّكام. في دول العالم المُتقدم قد لا تكون الرضاعة الطبيعية ذات فائدة وقائية ضِد الزُّكام بحد ذاته. يعد التعرّض المستمر للكرب والضغط النفسي من العوامل المساهمة في إضغاف مقاومة الجسد ورفع احتمالية الإصابة بالزكام؛ حيث تظهر أعراض الإصابة به عند بعض الناس بعد يومين أو ثلاثة من خوض تجربة ذات آثار عاطفية قاسية على النفس، وهي فترة كافية لينهي فيها الفيروس فترة الحضانة.

## الفيزيولوجيا المَرضيّة

الزُّكام هو أحد أمراض السبيل التنفسي العُلوي.

يُعتقد أنَّ أعراض الزُّكام ترتبط بشكلٍ أساسي بالاستجابة المناعيّة ضد الفيروس، وتكون لكل فيروس استجابة خاصة. مثلاً، الفيروس الأنفي يُكتسب عادةً عن طريق الاتصال المُباشر، حيثُ يرتبط بمستقبلات الجزيء اللاصق بين الخلايا-1 عبر آليات غير معروفة مما يؤدي إلى إطلاق العوامل الوسيطة الالتهابية التي تقوم بدورها بإنتاج الأعراض. لا تقوم هذه العوامل بإحداث ضرر في نسيج الأنف الظِّهارِيّ. من ناحية أُخرى فإنَّ الفيروس التنفسي المخلوي البشري يُكتسب من خلال الاتصال المباشر وَالقطرات المُحملة جوًّا، وفيما بعد يتضاعف في الأنف والحنجرة قبل الانتشار إلى السبيل التنفسي السُفلي، ويسبب هذا الفيروس ضرراً في النسيج الظِّهاريّ. فيروسات نظير الإنفلونزا البشرية تؤدي عادةً إلى حدوث التهاب في الأنف والحنجرة والشعب الهوائية، كما تُصيب القصبة الهوائية لدى الأطفال مسببةً لهم أعراض الخانوق نتيجةً لصغر حجم مجاري التنفس لديهم.

## التشخيص
يتم التمييز بين أمراض الجهاز التنفسي المُعدية من خلال مَوقع الأعراض، فالزُّكام يُؤثر في المقام الأول على الأنف، أما التهاب البلعوم ففي الحَلق، والتهاب القصبات في الرئتين، وعلى الرغم من ذلك فقد يحدث تداخل كَبير بحيث تؤثر العدوى على أكثر من منطقة. يُعرف الزُكام على أنهُ التهاب أنفي مع وجود التهاب حلقي مُتفاوت. عادةً ما يكون تَشخيص الزُكام ذاتياً من قِبَلِ الشَخص، ونادرًا ما يُطلب عزل الفيروس المُسبب، مع العلم أنهُ لا يمكن تحديد نوع الفيروس من خلال الأعراض.

## الوقاية
تُعتبر الطُّرق الجسدية (مِثل غسل اليدين واستعمال أقنعة الوَجه) أكثر الطرق فائدةً في الحد من انتشار فيروسات الزُّكام، أما في مراكز الرِّعايَة الصِّحِّيَّة فيتم استعمال القَفَّازات والملابس المُلائمة التي يُمكن التخلص مِنها عندَ التعامل مع مرضى الزُّكام، أما بالنسبة للحجر الصحي فلا يتم استعماله مع مرضى الزُّكام؛ كَون المرض واسع الانتشار وأعراضه غير مَحصورة، وأيضاً من الصعب استعمال التطعيم ضِد مرض الزُكام كون هُناك عدد كبير من الفيروسات المُسببة للزكام، كما أنَّ هذه الفيروسات تتطور بسرعة، وبالتالي فإنَّه من غير المُحتمل إنتاج لقاح فَعال بشكلٍ واسع ضد مرض الزُّكام، وذلك على العكس من الإنفلونزا (النزلة الوافدة).
تُعتبر عادة غسل اليدين بانتظام من الطرق المُهمة للحد من انتقال فيروسات الزُّكام خاصةً بين الأطفال، كما أنَّ فائدة إضافة مضادات الفيروسات أو المضادات البكتيرية أثناء غسل اليدين لا تزال غير معروفة. يُفضل استعمال قناع الوَجه أثناء التعامل مع المُصابين بالزُّكام، وعلى الرغم من ذلك فإنهُ لا توجد أدلة واضحة على أنَّ الإبقاء على وجود مساحة شخصية يُساعد في الحد من انتقال المرض.
يساعد استعمال مُكملات الزنك في التقليل من احتمال حُدوث الزُّكام، كما أنَّ مُكملات فيتامين ث تُساعد على التقليل من مُدة الزُّكام، ولكنها لا تقلل من خطر حدوثه أو شدته. وينطبق الأمر على المستحضرات المتممة غذائياً والمحتوية على بروبيوتيك (متعضّيات مجهرية نافعة)؛ إذ قد تعمل على التقليل من احتمالية الإصابة والتقليل من مدّتها. وَجَدَت إحدى التجارب أنَّ الغرغرة بالماء تُساعد في التخفيف من المرض.

## التدبير

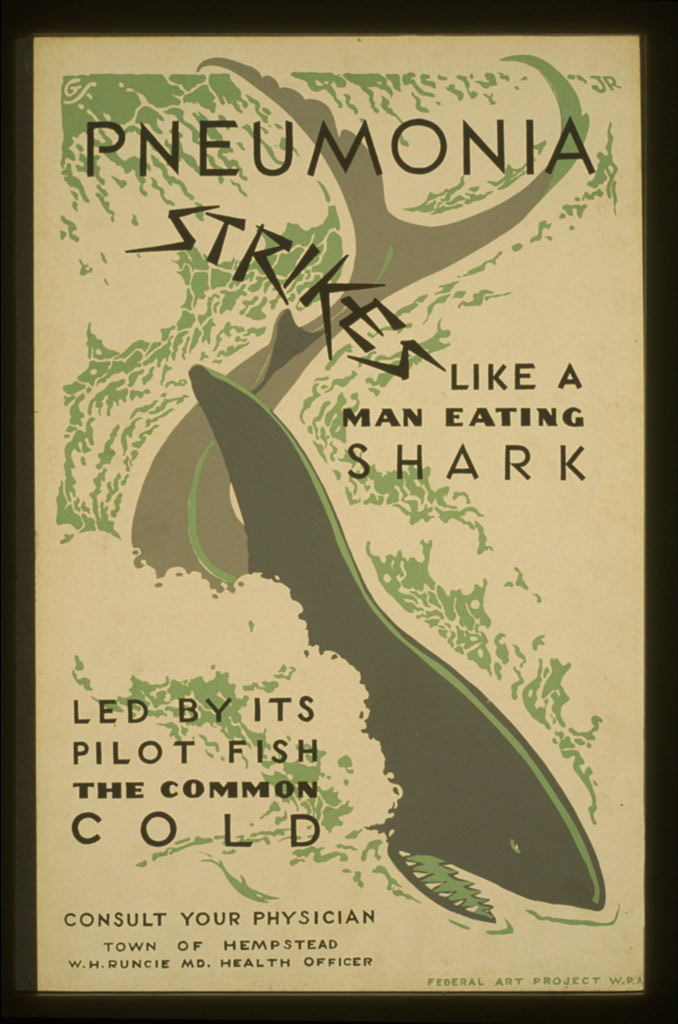
مُلصَق من عام 1937 يحثّ المواطنين على "استشارة الطَبيب" لمُعالجة الزُكام.

لم يَثبُت بِجزْمٍ للآن فعاليّة دواء أو عِلاج عُشبيّ في تقليل فترة العَدوى،
ولذلك يلعب العِلاج دورًا مُفرِّجًا (مُخفِّفًا) للأعراض. من التَدابير الوِقائيّة، الراحة وشرب السّوائل لإبقاء التميُّه في الجسم، والغَرْغَرَة بماءٍ دافئٍ مُمَلَّح. تُعزى الكثير من فوائد المُعالجة إلى أَثَر الغُفْل.

### أعراضيّ

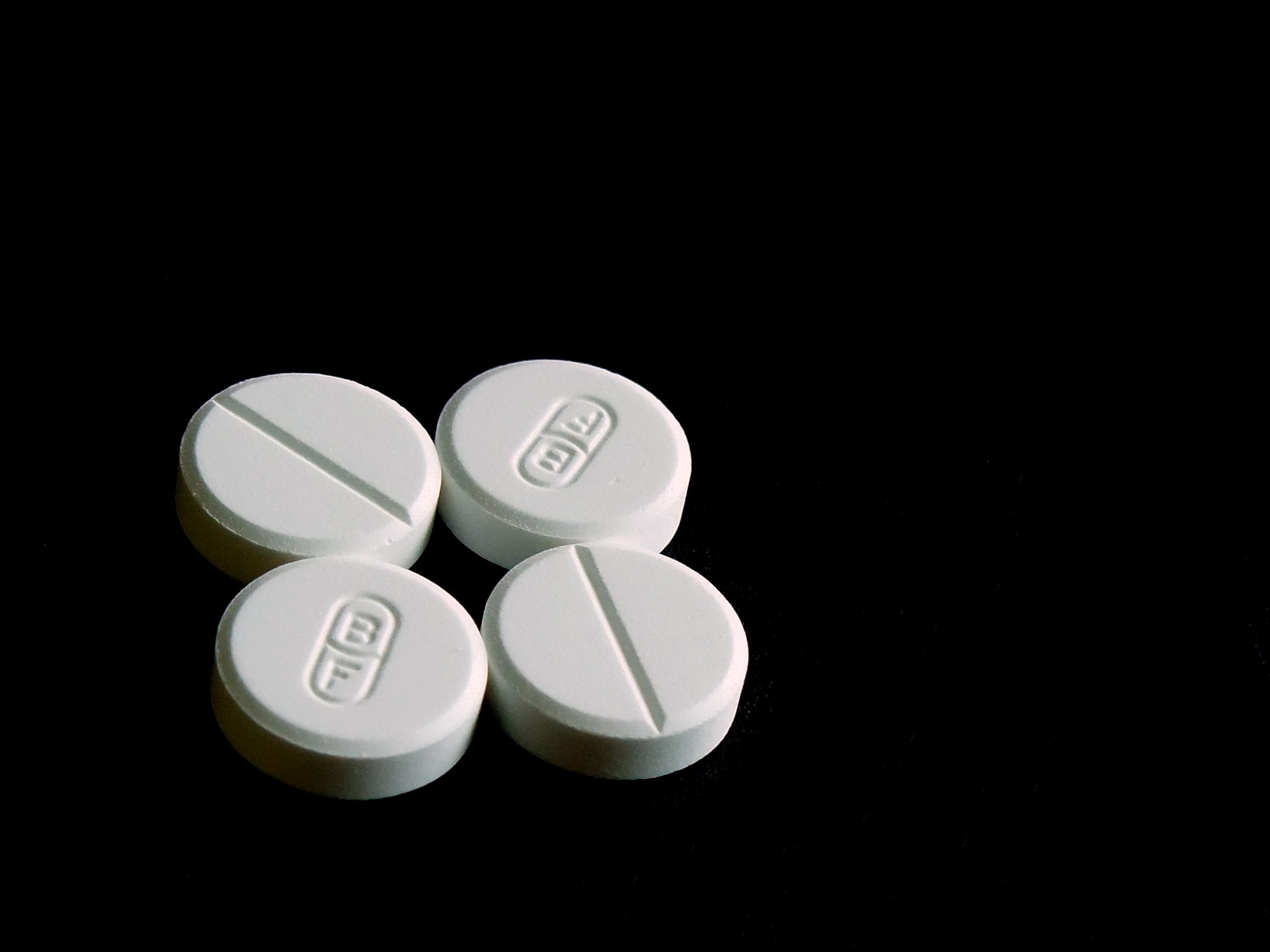
تُساعد أقراص الباراسيتامول على تخفيف أعراض الزُكام، حيثُ تساعد على تخفيف الألم وَتخفيف حِدّة الحُمى.

من المعالِجات الّتي يمكنها المُساعدة في تخفيف الأعراض مسكّنات الألم ومُضادّات الحمّى مثل إيبوبروفين وباراسيتامول (أسِيتامينُوفين)، ومن غير المعروف إن كانت أدوية السعال المُتاحة بدون وصفة فَعَّالة في مُعالجة السُعال الحاد. لا يُنصَح باستخدام أدوية السُّعال لمعالجة الأطفال بسبب قلّة الأدلّة الّتي تثبت فعاليّتها وبسبب إمكانيّة أذيتها للطفل؛ ففي عام 2009، قَيّدت كندا استخدام أدوية السُعال والزُّكام المُعطاة بدون وصفة عند الأطفال بعمر الستة سنوات فما دون بسبب القلق من المَخاطِر المُحتملة والمَنافِع غير المثبتة، وقد أدّى الاستعمال الخاطئ لدواء ديكستروميثورفان (وهو دواء يُعطى بدون وصفة) إلى منعه في عددٍ من البُلدان.
أوضحت دراسة أُجريت عام 2017 أنَّه تُعزَى المَنفَعة الرَّئيسيّة لشرابات السُّعال في تهدئة وتخفيف السُّعال إلى خواص الشَّراب نفسه أكثر منه إلى المُكَوِّنات الفاعِلة.
إنّ للاستخدام قصير الأمد لمُزيل الاحتِقان الأنفيّ عند البالغين مَنافِع قليلة، فيمكن لمُضادّات الهستامين أن تُخَفِّف من الأعراض في أوّل يوم أو يومين؛ لكن ليس لها تأثير طويل الأمد وقد تسبِّب آثارًا ضائِرة مثل النُعاس. تُظهِر بعض مُضادّات الاحتقان الأخرى مثل سودوإفدرين فعاليّة عند البالغين، وقد يقلِّل رَذاذ إبراتروبيوم الأنفيّ من الأعراض، كالسيلان الأنفيّ لكن له تأثير طفيف على الانسداد الأنفيّ. ما تزال فعاليّة ومأمونيّة استخدام مُضادّات الاحتقان عند الأطفال غير واضحة.
من غير المعروف، بسبب قلّة الدراسات، فيما إذا كانت زيادة شرب السوائل تخفّف من الأعراض أم تقلّل من العِلَّة التنفسيّة، وهناك أيضًا نقصٌ مشابه في البيانات حول استخدام الهواء المُسَخَّن المُرَطَّب. وقد وَجَدَت دراسة أنّ التدليك الصدري يؤمِّن تخفيفًا في السُعال الليليّ والاحتقان وصعوبات النوم.
هناك اعتقاد مُتنامٍ (مُتزايد) أنَّ اللَّعوقات (linctus) البَسيطة المحتوية على الغليسيرُول مع مُنَكِّهات مثل العَسَل واللَّيمون تُعتَبَر عِلاجًا آمنًا وفَعَّالًا للسُّعال الحادِّ (الوَجِيْز) عند الأطفال والبالغين. يُعَدّ الغليسرول مُكوِّنًا في أغلب شَرابات السُّعال وغالبًا ما يُنظَر إليه على أنَّه مُذيب (مُحِل) أو عامِل تَثخين، لكنَّه قد يكون مكوِّنًا رئيسيًّا لحدوث الفعاليّة في الشَّراب بسبب خواصِّه المُزَلِّقة والمُطَرِّية (المُلَيِّنة) والمُحَلِّية والمُرَطِّبة المُمَيَّزة.

### التمارين
ينصَح البعض بتجنُّب التَمارين البَدَنيّة إذا وُجِدَت أعراض مثل الحُمَّى أو ألم عضليّ واسِع الانتشار أو تَعَب، وتُعَدّ التمارين المُعتدِلة آمنة إذا انحصرت الأعراض ضمن الرأس أو رَشح الأنف أو احتقان الأنف أو العُطَاس أو التهاب الحلق.

### المضادّات الحيويّة ومُضادّات الفيروسات
لا تؤثِّر المضادّات الحيويّة (الصادّات الحيويّة) ضِدّ العَدوى الفيروسيّة أو ضدّ الفيروسات المُسَبِّبة للزُكام. تُحدِث المضادّات الحيويّة أذىً مُعَمَّمًا بسبب التأثيرات الجانبيّة، لكن ورغم ذلك ما تزال توصف كثيرًا؛ من أسباب شُيوع وصف المضادّات الحيويّة هي توقّعات النّاس منها أن تُساعدهم على الشِّفاء ورغبة الأطبّاء في المُساعدة، لكن من الصعب استبعاد المُضاعَفات المُرافِقة للمضادّات الحيويّة. لا توجد مُضادّات فَيروسيّة فعّالة ضدّ الزُكام، لكن أظهرت بعض الأبحاث التمهيديّة حول الأمر بعض المَنَافِع.

### المُداواة البديلة
رغم وجود العديد من المُعالجات البديلة لنزلات البرد، لكن تبقى الأدلّة العلميّة حوَل نَجَاعتِها غير كافية؛ ففي عام 2014م لم توجد أدلّة كافية تنصح باستخدام أو عدم استخدام العسل كعِلاج لنزلات البرد. وفي عام 2015م وُجِدَ دليل بَدئيّ يدعم القيام بغَسل الأنف؛ كما قد تفيد المضمضة والاستنشاق بالماء الدافيء المالح في التخفيف من أعراض الزكام.
تستخدَم أقراص الزنك (بالمصّ) لمعالجة الأعراض، ولقد أوحَت بعض الدراسات أنّها قد تُقَلِّل مُدّة الزُكام. نحتاج أبحاثًا موسَّعة أكثر لتحديد كيف ومتى يكون الزنك فعّالًا، وذلك بسبب الاختلافات الواسعة بين الدراسات. لأقراص مَصّ الزنك بعض التأثيرات الجانبيّة، وهذا يترك للأطبّاء حُجّة مَنطقيّة ضعيفة عند النُصح بها كعِلاج للزُكام. أدّى تطبيق بعض عِلاجات الزنك مُباشرةً داخل الأنف إلى فقد حَاسّة الشَم (الخُشَاْم).
لا يزال تأثير فيتامين ج على الزُكام قيد الدراسة والبحث، لكنّه يبقى مُخَيِّبًا للآمال إلّا في حالات مَحدودة منها: الأشخاص الّذين يتمرّنون بنشاطٍ شديد في البيئات الباردة. لا يوجد دليل راسِخ على أنّ المُنتجات النباتيّة القنفذية توفِّر فائدة حقيقيّة في مُعالجة الزُكام أو الوقاية منه، ومن غير المَعروف ما إذا كان الثوم فَعّالًا. وعلاوةً على ذلك، لم تُقَدِّم تجربة الفيتامين د أيّ منفعة.

### المُداواة العشبية
تُباع المُستَحضرات العُشبيّة كمُتَمِّمات قوتيّة في الولايات المتّحدة وتخضع لقوانين وتنظيمات من مُختَلَف هيئات الصِّحَّة والاقتصاد الحكوميّة الّتي بدورِها تراقِب بيع هذه المُنتجات، ومن وسائل تحديد مِقدار الاستفادة من هذه المواد هو التَّركيز على مَرَض محدّد ثُمَّ أخذ آراء الكِتابات الأوَّليّة والخُبراء على حَدٍّ سواء. يُعَدُّ الزُّكام عِلَّة هامّة بسبب طبيعة المُعاوَدة (النَّكْسَة) وعدد الأشخاص الّذي يُصيبهم وأَثَرِه الاقتصاديّ على المَرضى. أظهرت المُتَمِّمات القوتيّة نقصًا في مُدَّة ووَخامَة وتَواتُر (تَكْرَار) أعراض الزُّكام، ومن أكثر المُتَمِّمات الشَّائعة والمُتَوَفِّرة هي الزِّنك والجينسنغ (الجِنْسة) والقُنْفُذِيَّة والفيتامين ث. تفيد آراء الخُبراء بأنَّ بعض المُتَمِّمات أكثر إفادة من  الأخرى في الحفاظ على صِحَّة الفرد خلال فترة الإصابة بالزُّكام، ولا تُعَدّ آراء الخُبراء بخصوص استخدام المُتَمِّمات القوتيّة في العِلَل التَّنَفُّسيّة الأخرى مثل الإنفلُونزا (النَّزْلَة الوافِدَة) مُتناقضةً مع ما وُجِدَ حول الزُّكام.
قد تقلِّل الأعشاب الصينيّة فترة الأعراض عند مرضى الزُّكام، لكن يبقى عدم وجود تجارب سريريّة عالية الجودة عائقًا أمام التَّوصية باستخدام أيّ نوع من مُستحضرات هذه الأعشاب، وطبقًا لنَظَرِيَّة الطب الصينيّ التَّقليديّ، يُعَدُّ الزُّكام مُتلازِمة ظاهِريَّة يُمكن تقسيمها إلى نوع ريح-برد ونوع ريح-حَرارة ونوع رطوبة حرارة الصَّيف؛ يشيع الإصابة بنوع ريح-برد في فَصلَي الرَّبيع والشِّتاء.
وُجِدَ أنَّ خُلاصة جذر نبات اللَّقلقيّ السِّيداويّ الَّذي موطنه الأصليّ جنوب أفريقيا تُخَفِّف من وَخامَة الأعراض وتُقَلِّل مُدَّة الزُّكام مُقارنةً مع الغُفْل، وهي جيّدة التَّحمُّل من قِبَل المريض.

## مَآل المرض
يكون الزُكام عُمومًا خفيفًا ومَحدودًا بِذاته وتخفّ الأعراض في غضون أسبوع، تزول نصف الحالات في حدود العشرة أيّام و90℅ في حدود خمسة عشر يومًا. تحدث المُضاعَفات الوَخيمة عادةً عند الكبار جدًّا في السِن أو الفَتيّون للغاية أو المُثَبَّطين مَناعيًّا، وقد تحدث عَدوى جُرثوميّة ثانويّة مؤدّيةً إلى التهاب الجيوب أو التهاب البلعوم أو التهاب الأذن. يُقَدَّر حدوث التهاب الجيوب بحوالي 8℅ والتهاب الأذن بحوالي 30℅ من الحَالات.

## الوبائيّة
يُعَدّ الزُكام أكثر الأمراض البَشريّة شيوعًا، ويُصيب الناس في كلّ أرجاء العالم، بحيث يصيب البالغين من 2 إلى 5 عَداوى سَنَويًّا (حَوليًّا)، وقد يصيب الأطفال من 6 إلى 10 نزلات برد سنويًّا (ولحوالي 12 نزلة برد سنويًّا بالنسبة لطلّاب المَدارس). تزداد مُعَدَّلات العَداوى الأعراضيّة (ذات الأعراض) عند المُسِنّين بسبب انحِطاط/تدهور المَناعة.
إنّ السُكّان الأصليين لأمريكا وشعب الإنويت أكثر عرضة للإصابة بالزُكام من البِيْض (القوقازيون) وقد تتطوَّر مُضاعَفات مثل التهاب الأذن الوسطى. يمكن تفسير الأمر بعيدًا عن العِرق، بأمورٍ مثل الفَقْر والاحْتِشاد السُكَّانِيّ المُفْرِط.

## التاريخ
لقد رافَق الزُكام البشريّة منذ فجر التاريخ، في حين أنّ أسبابه لم تُعرَف إلَّا منذ الخمسينات ~1950. وقد وُصِفَت أعراضه ووُصِفَ علاجه في بردية إبيرس المِصريّة، الّتي تُعَدّ أقدم كتابة طبيّة موجودة؛ فقد كتبت قبل القرن السادس عشر قبل الميلاد. أصبح الاسم «بَرْد» (cold) قيد الاستخدام في القرن السادس عشر، بسبب التشابه بين أعراضه وتلك الناجمة عن التعرّض لجوٍّ شديد البرودة.
في المملكة المتحدة، أُعِدَّت وحدة الزكام من قِبَل مجلس البحوث الطبية في 1946 وفيها اكتُشِفَ الفيروس الأنفيّ في عام 1956. في السبيعينات ~1970، أثبتت وحدة الزكام أن المعالجة بالإنترفيرون خلال طَور حَضانَة عَدوى الفيروس الأنفيّ تحمي نوعًا ما ضدّ المرض، لكن لم يُطَوَّر للآن عِلاج فِعليّ. وقد أُغلِقت الوحدة في 1989؛ أي بعد أن أنجَزت بحثًا عن أقراص مَصّ غلُوكُونات الزِّنْك في اتِّقاء وعلاج نزلات الفيروس الأنفيّ، وهو العِلاج الناجِح الوحيد في تاريخ الوحدة.

## المجتمع والثقافة
إنّ الأثر الاقتصاديّ للزُكام غير مَفهوم بوضوح في أرجاء كثيرة من العالم. وفي الولايات المتّحدة الأمريكيّة، أدّى الزكام إلى 75–100 مليون زيارة طبيب سنويًّا بكلفة إجماليّة تُقَدَّر بـ 7,7 مليار دولار أمريكيّ سنوياً. قُدّرَ ما صرفه الأمريكيّون على الأدوية المُتاحة بدون وصفة في 2003 بـ 2,9 مليار و400 مليون أخرى على الأدوية الموصوفة لتَفْريج (إزالة) الأعراض. أكثر من ثلث الأشخاص الّذين زاروا طبيبًا قد تَلقّوا وصفة لمُضاد حيويّ، ممّا كان له دور في مقاومة المضادات الحيوية. ويُقَدَّر عدد الأيّام الدراسيّة المُهدَرة سَنويًّا بسبب الزُكام بحوالي 22–189 مليون يوم. نتيجة لذلك، أهدَر الآباء 126 مليون يوم عَمَل للبقاء في المنزل لرعاية أطفالهم. عندما نُضيف تلك الأيّام إلى 150 مليون يوم عمل أُهدِرَت من قِبَل الموظَّفين الّذين يعانون من الزُكام؛ فإنّ الأثر الاقتصاديّ الكُلِّي لخسارة العمل المُتعلِّقة بالزُكام تفوق 20 مليار دولار أمريكيّ سنوياً. وتُمَثِّل حوالي 40℅ من الوقت المُهدَر في العمل في الولايات المتّحدة الأمريكيّة.

## توجُّهات البُحوث
اختُبرت العديد من مُضادّات الفيروسات لمعرفة فعاليتها ضدّ الزُكام؛ ففي 2009، لم يوجد في واحدٍ منها كلّاً من الفعاليّة ورُخصة الاستعمال عند البشر معًا. هناك دواء تجريبيّ اسمه بلكوناريل أظهر فعاليّة ضد الفيروسات البيكورناويّة، بالإضافة للدواء التجريبيّ ب.ت.أ-798 (بالإنجليزية: BTA-798). صادَف الشكل الفمويّ من بلكوناريل مَشاكل حول السلامة ويجري العمل على دراسة شكل الضَبُوب (بخاخ). وقد أظهر المُضادّ الفيروسيّ واسِع الطيف «الحمض النووي الريبوزي مزدوج الطاق مفعل الكاسباز مقلل القسيمات» فَعاليّة بِدئيَّة في مُعالجة الفيروس الأنفيّ وأيضًا بالنسبة للفيروسات المُعدية الأُخرى.
وقد سُلسِلَت كلّ ذَراري (سُلالات) الفيروس الأنفيّ المَعروفة.

## التسمية
هُناك عدة تسميات لِمرض الزُّكام، حيثُ يُسمى:
- التهاب البلعوم الأنفي الفيروسي الحاد.
- التهاب الأنف الفيروسي.
- التهاب البلعوم الأنفي[131] أو التهاب الأنف والبلعوم.[132]
- الزكام الحاد (Acute coryza).[133]
- برد الرأس أو نزلة الرأس الوافدة.[134]

### الأصل اللغوي
يُعرِّف المعجم الوسيط الزُّكام على أنهُ «التهابٌ حادُّ بغشاءِ الأنْفِ المخاطيِّ يتميَّز غالبًا بالعُطاس والتَّدْميع، وإِفرازَاتٍ مُخَاطيةٍ مائيةٍ غزيرةٍ من الأَنف.»، ويذكر كِتاب شمس العلوم أنَّ كلمة الزُّكام تأتي على وزن فُعَال، وهي مَأخوذة من الجذر زُكِمَ.
كما وَرَدَ في القاموس المُحيط، الزُّكامُ بالضمّ أو الزَّكْمَةُ هو تَحَلُّبُ فُضولٍ رَطْبَةٍ من بَطْنَي الدّماغ المُقَدَّمَيْنِ إلى المَنْخِرَيْن.
ويذكر معجم المعاني الجامع أنَّ الرَّشْح هوَ الزُّكام، ويُعرفه على أنهُ «التهاب فيروسيّ في الأغشية المخاطيّة، عادةً ما يصاحبه الهزال والحمى والقشعريرة والسُّعال والعطس.»، ويذكر أنَّ كلمة الرَّشْح مُأخوذة من الجذر رَشْح.
حَسب شمس العلوم فإنَّ كلمة الضُّناك تعني الزُّكام، وهي على وزن فُعَال ومأخوذة من الجذر ضنك، وحسب معجم مقاييس اللغة فإنَّ كلمة الضُّؤْد تأتي على وَزن فُعْل وتُستمد من الجَّذر ضأد وهي تعني الزُّكام، ويُسمى الزُكام أيضاً بالضُّؤْدَةُ.

### مُلاحظات
- Eccles، Ronald؛ Weber، Olaf، المحررون (2009). Common Cold. Basel: Birkhäuser. ISBN:978-3-7643-9894-1.

## وصلات خارجية
- زكام على مشروع الدليل المفتوح